# Django Girls
Le Django Girls sono una comunità globale che ha come obiettivo principale quello di incoraggiare e facilitare l'accesso al mondo della programmazione da parte delle donne. Nata nel 2014 da un'idea di due donne polacche, Ola Sitarska e Ola Sendecka, intende ispirare le donne di ogni estrazione ad interessarsi alla tecnologia a diventare programmatrici, offrendo un ambiente sicuro e amichevole.  Organizzano workshop gratuiti dedicati alle donne e incentrati sulla programmazione. Le Django Gilrs sono note per il loro tutorial sul framework Django. È supportata dalla Python Software Foundation e spesso intervengono in occasione della Python Conference.

## Storia
Il primo workshop che ha dato il via a Django Girls si è svolto durante EuroPython 2014, a Berlino. Django e Python sono stati scelti da Ola Sitarska e Ola Sendecka perché open source e, anche per questo, adatti aiutare le donne a scoprire il mondo della programmazione e a sviluppare le proprie idee.
Django, inoltre, ha una comunità globale molto attiva e inclusiva, che supporta lo sviluppo del progetto e promuove valori di diversità e parità di genere.
Dalla sua nascita, l'iniziativa si è diffusa in tutto il mondo, raggiungendo paesi come Argentina, Australia, Bolivia, Brasile, Colombia, Ecuador, Ghana, Nigeria, Regno Unito, Perù, Stati Uniti, Zimbabwe e molti altri, tra cui l'Italia.
Nel corso degli anni, le Django Girls hanno organizzato più di 1.100 eventi in 109 paesi diversi coinvolgendo complessivamente più di 24.000 donne partecipanti.

## Tutorial
A partire dal 2018, le Django Girls, gestiscono un tutorial che guida, passo dopo passo, i partecipanti nella creazione di un piccolo blog personale utilizzando Django.
È gestito e aggiornato dalla comunità tramite Github. e pubblicato in 14 lingue oltre alla versione originale inglese. A maggio 2018, più di 1.000.000 di utenti avevano visitato il loro sito web.

## Workshop delle Django Girls
Seguendo il tutorial di Django Girls, le volontarie, offrono gratuitamente workshop di uno o due giorni in molte città del mondo, solitamente organizzati nei fine settimana.
Sono adatti anche alle principianti e insegna HTML, CSS, Python e Django. A maggio 2018, 414 città in 90 paesi hanno ospitato i workshop di Django Girls, tra cui Firenze,, Accra, Atene, Kathmandu, Lagos, Lahore, Oxford, e São José dos Campos.